# Mésothérapie
La mésothérapie est une technique médicale mise au point en 1952 par le médecin français Michel Pistor. Elle est définie par la Société française de mésothérapie comme des injections locales et très superficielles (intra-épidermiques, intra-dermiques ou hypodermiques) de doses faibles de médicaments à l’endroit où le trouble ou la douleur sont ressentis. La devise du Dr Pistor était : « Injecter peu, rarement, au bon endroit. » 
Selon l'Institut national de la santé et de la recherche médicale (INSERM), la mésothérapie n'a pas fait la preuve de son innocuité ni celle de son efficacité. Son rapport bénéfice/risque n'est pas actuellement connu, par manque d'études publiées.

## Principes
La mésothérapie est principalement utilisée pour :
- le traitement de la douleur ;
- la médecine du sport ;
- la médecine esthétique.

Pour raisons d’hygiène, les seringues utilisées sont à usage unique. L’injection peut être effectuée à la main (mésothérapie dite « manuelle ») ou à l’aide d’un injecteur électronique, appelé pistolet de mésothérapie.
Les médicaments que l’on injecte sont tous utilisés en médecine générale et disponibles en pharmacie. Les doses délivrées le sont en quantité très faible.
La mésothérapie peut être associée à toute autre thérapie.
En France, il existe un diplôme inter-universitaire de mésothérapie, sans que ce diplôme soit obligatoire pour l'exercer. Cette pratique fait partie de la classification commune des actes médicaux mais elle n'est pas encore tarifée. Elle est remboursée par la Sécurité sociale sur la base d'une consultation lorsqu'elle est utilisée dans le domaine de la douleur, mais elle n'est pas remboursée dans le domaine de l'esthétique.
À la suite d’effets indésirables observés sur plusieurs patients d’un même mésothérapeute, un décret fut publié le 11 avril 2011 en France pour interdire « la pratique d’actes de lyse adipocytaire à visée esthétique » (mésothérapie esthétique).
Ce décret fut suspendu le 17 juin 2011  par le Conseil d'État. Il a été souligné au cours de l’audience que les effets indésirables n’étaient pas dus à la mésothérapie elle-même, mais au fait qu’elle avait été pratiquée dans de mauvaises conditions qui ne respectaient pas les principes d’hygiène.

## Outils utilisés en mésothérapie
Pour effectuer un traitement de mésothérapie, le praticien utilise un matériel spécifiquement conçu pour la mésothérapie. Dans le cadre d’une injection percutanée, le matériel généralement utilisé est le suivant :
- Les aiguilles de mésothérapie disposent d’une dimension adaptée aux pistolets de mésothérapie. Les aiguilles disposent d’un diamètre de 0,4 mm d’une longueur de 4 mm, 6 mm ou encore 13 mm. L’aiguille de mésothérapie est conçue afin de faciliter la pénétration percutanée.

- Un pistolet de mésothérapie qui permet d’effectuer des injections avec une plus grande précision qu’avec une seringue classique. Il permet de régler précisément la quantité injectée ainsi que le rythme d’injection.

- Une solution. Les solutions utilisées en mésothérapie contiennent des produits utilisés couramment en pharmacie et ayant tous une AMM (autorisation de mise sur le marché) injectable.

## Champs d’application de la mésothérapie

### Traitement de la douleur
En France, l'acte de mésothérapie à visée antalgique a été ajouté à la liste de la classification commune des actes médicaux par l’ANAES (maintenant Haute Autorité de santé) en 2001,.  
Les pathologies traitées par cette technique sont principalement rhumatologiques.
Les produits utilisés sont des médicaments (anti-inflammatoire non stéroïdiens, décontracturants, vasodilatateurs… mais jamais de cortisone) ou des produits homéopathiques.

### Médecine du sport
La mésothérapie est de plus en plus utilisée par la médecine du sport afin de traiter des sportifs de haut niveau, dans le but d'être rapidement rétablis et de pouvoir reprendre l'entraînement sans consommer de médicaments par voie générale et sans infiltration de cortisone. Son utilisation est d'autant plus sûre pour le sportif qu'elle ne contient aucun produit dopant. 
Les affections traumatiques articulaires (ex. : entorse de la cheville, tendinites du coude ou de l'épaule), les élongations musculaires et les déchirures musculaires peuvent être traités par mésothérapie, à différentes phases du traitement[source insuffisante]

### Mésothérapie esthétique
À l’origine utilisée pour une optique strictement médicale, la mésothérapie est désormais également utilisée dans un but esthétique. Elle vise par exemple à revitaliser le visage et combler les rides.
Les médicaments utilisés sont des mélanges de vitamines, d'oligo-éléments et minéraux, ainsi que d'autres médicaments, utilisés hors AMM.
Récemment, une nouvelle mode s’est développée concernant de supposées vertus amaigrissantes de la mésothérapie. Mais en réalité les résultats sur la perte de poids sont très faibles.

## Risques
La mésothérapie expose à des risques d'infections bactériennes (bactéries typiques ou mycobactéries atypiques) lorsqu'elle est pratiquée dans des mauvaises conditions d'hygiène, ainsi qu'à des risques liés aux produits utilisés (réactions cutanées locales, réactions allergiques, parfois jusqu'au choc anaphylactique). La fréquence de ces complications est mal connue dans d'autres pays que la France, faute d'une régulation suffisante de l'enseignement mésothérapeutique. En revanche, en respectant les règles de bonne pratique et d'hygiène enseignées dans les différents DIU (diplôme inter universitaire) des 5 facultés de Médecine (Paris, Lyon, Bordeaux, Dijon, Clermont-Ferrand), ce risque est quasiment réduit à zéro.

## Indications
Elles sont diverses et très variées[source secondaire nécessaire] :
- Traumatologie du sport : tendinopathies, entorses, contractures, élongations, claquages, périostites, algodystrophie…
- Rhumatologie : conflits sous-acromiaux de l'épaule, pathologies arthrosiques, syndrome du canal carpien, maladie de Morton…
- Pathologies rachidiennes : lumbago, torticolis, sciatique et cruralgies, lombalgies communes, cervicalgies communes, dorsalgies communes
- Migraines, céphalées,
- Vertiges,
- Insuffisance veineuse,
- Colopathies fonctionnelles,
- Alopécie,
- Cicatrices fibreuses.